# Isarachnanthus panamensis
Espèce
Isarachnanthus panamensis est une espèce de cnidaires de la famille des Arachnactidae.

## Systématique
Le nom valide complet (avec auteur) de ce taxon est Isarachnanthus panamensis Carlgren, 1924.